# Gmina Donja Motičina
Gmina Donja Motičina (chorw. Općina Donja Motičina) – gmina w Chorwacji, w żupanii osijecko-barańskiej.

## Miejscowości i liczba mieszkańców (2011)
- Donja Motičina - 1198
- Gornja Motičina - 49
- Seona - 405